# Morti nel 1945/Dicembre
| Questa pagina contiene informazioni ricavate automaticamente dalle voci biografiche con l'ausilio del template Bio e di un bot. L'aggiornamento è periodico e automatico e ricostruisce completamente la pagina. Se manca una persona in questa lista, sei pregato di non aggiungerla, ma accertati piuttosto che la sua voce biografica contenga il template Bio e che i dati anagrafici siano correttamente compilati. Se il template Bio manca, inseriscilo tu stesso o, in alternativa, metti l'avviso {{tmp\|Bio}} che ne segnala la mancanza. Se i dati riportati sono sbagliati, correggi direttamente la voce biografica; le modifiche saranno visibili in questa lista entro pochi giorni. Per chiarimenti vedi il progetto biografie. La lista contiene solo le 86 persone che sono citate nell'enciclopedia e per le quali è stato implementato correttamente il template Bio. Pagina aggiornata al 18 mag 2025. |

- 1º dicembre - Leandro Bisiach, liutaio italiano (n. 1864)
- 1º dicembre - Giorgio Bolza, commediografo, poeta e paroliere italiano (n. 1880)
- 1º dicembre - Anton Dostler, generale tedesco (n. 1891)
- 2 dicembre - Max Leuthe, calciatore austriaco (n. 1879)
- 2 dicembre - Bruno Malaguti, generale italiano (n. 1887)
- 2 dicembre - Joseph W. Smiley, attore e regista statunitense (n. 1870)
- 3 dicembre - Alberto Magnaghi, geografo italiano (n. 1874)
- 3 dicembre - Fred Rains, regista e attore britannico (n. 1860)
- 3 dicembre - Adam Stegerwald, politico tedesco (n. 1874)
- 4 dicembre - Thomas Hunt Morgan, genetista e biologo statunitense (n. 1866)
- 4 dicembre - Vicente Priante, vescovo cattolico brasiliano (n. 1883)
- 4 dicembre - Richárd Weisz, lottatore ungherese (n. 1879)
- 5 dicembre - Cosmo Lang, arcivescovo anglicano e teologo britannico (n. 1864)
- 5 dicembre - Luigi Succi e Maria Pini, italiano (n. 1882)
- 6 dicembre - Leonhard Ragaz, teologo, giornalista e politico svizzero (n. 1868)
- 6 dicembre - Alfred Saalwächter, ammiraglio tedesco (n. 1883)
- 7 dicembre - Ottorino Davoli, pittore italiano (n. 1888)
- 8 dicembre - Giulio Antamoro, regista italiano (n. 1877)
- 8 dicembre - Aleksandr Il'ič Ziloti, pianista e direttore d'orchestra russo (n. 1863)
- 9 dicembre - Yun Chi-ho, politico e educatore sudcoreano (n. 1864)
- 10 dicembre - Theodor Dannecker, militare e criminale di guerra tedesco (n. 1913)
- 10 dicembre - Jacob Levin, calciatore svedese (n. 1890)
- 10 dicembre - Manuel de Argüelles, politico e banchiere spagnolo (n. 1875)
- 10 dicembre - Antonio Sapuppo Asmundo, politico italiano (n. 1858)
- 11 dicembre - Charles Fabry, fisico francese (n. 1867)
- 12 dicembre - Franz Duhne, siepista tedesco (n. 1880)
- 12 dicembre - Jakov Modestovič Gakkel', ingegnere e scienziato russo (n. 1874)
- 12 dicembre - Federico di Schaumburg-Lippe, principe tedesco (n. 1868)
- 13 dicembre - Juana Bormann, militare tedesca (n. 1893)
- 13 dicembre - Henri-Fernand Dentz, generale francese (n. 1881)
- 13 dicembre - Irma Grese, militare e criminale di guerra tedesca (n. 1923)
- 13 dicembre - Franz Hössler, militare tedesco (n. 1906)
- 13 dicembre - Josef Kramer, militare tedesco (n. 1906)
- 13 dicembre - Friedrich Oltmanns, botanico tedesco (n. 1860)
- 13 dicembre - Galka Scheyer, pittrice tedesca (n. 1889)
- 13 dicembre - Vittorio Maria Vanzo, direttore d'orchestra, pianista e compositore italiano (n. 1862)
- 13 dicembre - Elisabeth Volkenrath, funzionaria tedesca (n. 1919)
- 14 dicembre - Maurice Baring, letterato, scrittore e drammaturgo inglese (n. 1874)
- 14 dicembre - Enrico Carusi, bibliotecario italiano (n. 1878)
- 14 dicembre - Victor de Laveleye, politico e tennista belga (n. 1894)
- 14 dicembre - Maud Duff, principessa britannica (n. 1893)
- 15 dicembre - Juan Antonio Collazo, cestista, allenatore di pallacanestro e pianista uruguaiano (n. 1896)
- 15 dicembre - Paul Daimler, ingegnere tedesco (n. 1869)
- 15 dicembre - Tobias Augustus Matthay, compositore, musicista e insegnante inglese (n. 1858)
- 16 dicembre - Giovanni Agnelli, imprenditore, politico e militare italiano (n. 1866)
- 16 dicembre - Giuseppe Coverlizza, calciatore italiano (n. 1914)
- 16 dicembre - Fumimaro Konoe, politico giapponese (n. 1891)
- 16 dicembre - Martha Stettler, pittrice svizzera (n. 1870)
- 17 dicembre - Arthur von Rosthorn, diplomatico, sinologo e nobile austriaco (n. 1862)
- 18 dicembre - Gabriellino D'Annunzio, attore e regista italiano (n. 1886)
- 18 dicembre - Heinrich Helferich, chirurgo tedesco (n. 1851)
- 18 dicembre - Gustav Simon, politico tedesco (n. 1900)
- 19 dicembre - John Amery, giornalista e attivista britannico (n. 1912)
- 19 dicembre - Jean Demozay, militare e aviatore francese (n. 1915)
- 19 dicembre - Sydney Martineau, schermidore britannico (n. 1863)
- 21 dicembre - Dora, austriaca (n. 1882)
- 21 dicembre - Pietro Fineschi, architetto e ingegnere italiano (n. 1875)
- 21 dicembre - Umberto Montanari, calciatore italiano (n. 1896)
- 21 dicembre - George Smith Patton, generale statunitense (n. 1885)
- 22 dicembre - Otto Neurath, sociologo, economista e filosofo austriaco (n. 1882)
- 24 dicembre - Max Amann, pallanuotista tedesco (n. 1905)
- 24 dicembre - Giunio Fedreghini, schermidore italiano (n. 1861)
- 24 dicembre - Mariano Holguín, arcivescovo cattolico, francescano e politico peruviano (n. 1860)
- 24 dicembre - Enrico Mastracchi, giornalista, sindacalista e politico italiano (n. 1881)
- 24 dicembre - Adelina Stehle, soprano austriaca (n. 1860)
- 25 dicembre - Albert Hahl, funzionario tedesco (n. 1868)
- 25 dicembre - Oscar Jacobsson, fumettista svedese (n. 1889)
- 25 dicembre - Rabod von Kröcher, cavaliere tedesco (n. 1880)
- 25 dicembre - Franz Kröwerath, canottiere tedesco (n. 1880)
- 25 dicembre - Luis Marichalar y Monreal, politico spagnolo (n. 1873)
- 26 dicembre - Roger Keyes, ammiraglio britannico (n. 1872)
- 26 dicembre - Duy Tân, imperatore vietnamita (n. 1900)
- 27 dicembre - Antonio Stefano Benni, dirigente d'azienda e politico italiano (n. 1880)
- 27 dicembre - Janko Jesenský, poeta, scrittore e traduttore slovacco (n. 1874)
- 28 dicembre - Prospero De Nobili, avvocato, politico e imprenditore italiano (n. 1858)
- 28 dicembre - Theodore Dreiser, scrittore e drammaturgo statunitense (n. 1871)
- 29 dicembre - Gian Dàuli, scrittore, traduttore e editore italiano (n. 1884)
- 30 dicembre - Glenn Hunter, attore statunitense (n. 1894)
- 30 dicembre - Jules Pappaert, calciatore belga (n. 1905)
- 30 dicembre - Nikolaus Rhodokanakis, orientalista austriaco (n. 1876)
- 31 dicembre - Alfredo Canevari, avvocato e politico italiano (n. 1857)
- 31 dicembre - Lorenz Hackenholt, militare tedesco (n. 1914)
- 31 dicembre - Felix Hartlaub, scrittore tedesco (n. 1911)
- 31 dicembre - Karl Kanhäuser, calciatore cecoslovacco (n. 1900)
- 31 dicembre - Darwin Karr, attore statunitense (n. 1875)
- 31 dicembre - Valentin Krempl, bobbista tedesco (n. 1904)